# Stadio Ettore Mannucci
Stadio Ettore Mannucci – wielofunkcyjny stadion w Pontederze, we Włoszech. Został otwarty 18 maja 1969 roku. Może pomieścić 2718 widzów. Swoje spotkania rozgrywają na nim piłkarze klubu US Città di Pontedera.
Stadion został otwarty 18 maja 1969 roku, a pierwszy mecz ligowy odbył się na nim 28 września tego samego roku (był to mecz Serie D pomiędzy US Pontedera, a Foligno Calcio, wygrany przez gospodarzy 1:0). Przed przeprowadzką na nowy obiekt klub US Pontedera swoje spotkania rozgrywał na położonym przy Piazza Trieste (ok. 300 m na południe) Stadio Marconcini (został on ostatecznie zamknięty w 2005 roku, by zrobić miejsce pod nowe budynki mieszkalne). W lutym 2002 roku stadionowi (dotychczas zwanemu Stadio Comunale) nadano imię Ettore Mannucciego, piłkarza pochodzącego z Pontedery, który występował w Serie A w barwach Pro Patria oraz Juventusu. W 2005 roku na obiekcie rozegrano część spotkań (w tym finał) piłkarskich Mistrzostw Europy U-17. W 2012 roku stadion przeszedł renowację, m.in. wyposażono go w boisko ze sztuczną murawą i nową, 6-torową bieżnię lekkoatletyczną, nieznacznie zwiększono też liczbę miejsc na trybunach.